# Neodon
Neodon — рід гризунів з родини Cricetidae. Види в межах Neodon класифікуються як релікти епохи плейстоцену, оскільки оклюзійні візерунки нагадують вимерлий Allophaiomys.

## Характеристики
Ці тварини досягають довжини голови й тулуба від 92 до 122 мм, довжини хвоста від 24 до 52 мм та ваги від 26 до 73 г. Найменшим представником є вид Neodon linzhiensis. Хутро на верхній стороні більшості видів темно-сіро-коричневе (крім Neodon juldaschi), тоді як нижня сторона загалом світліша та більш насичено сіра. Крім того, хвіст має темну верхню сторону та світлу нижню.

## Спосіб життя
Цей вид населяє гори та плоскогір'я висотою до 3700 метрів. Там вони живуть у гірських степах, гірських луках та чагарниках. Усі представники роду є травоїдними, а більш вивчені види були задокументовані як зимові тварини-запасальники.

## Види
Рід Neodon містить такі види:
Neodon bershulaensis

Neodon bomiensis

Neodon chayuensis

Neodon clarkei

Neodon forresti

Neodon fuscus

Neodon irene

Neodon kulakangria

Neodon konggordous

Neodon leucurus

Neodon lhozhagensis

Neodon liaoruii

Neodon linzhiensis

Neodon medogensis

Neodon minor

Neodon namchabarwaensis

Neodon nepalensis

Neodon nyalamensis

Neodon shergylaensis

Neodon sikimensis